# Ville hôte

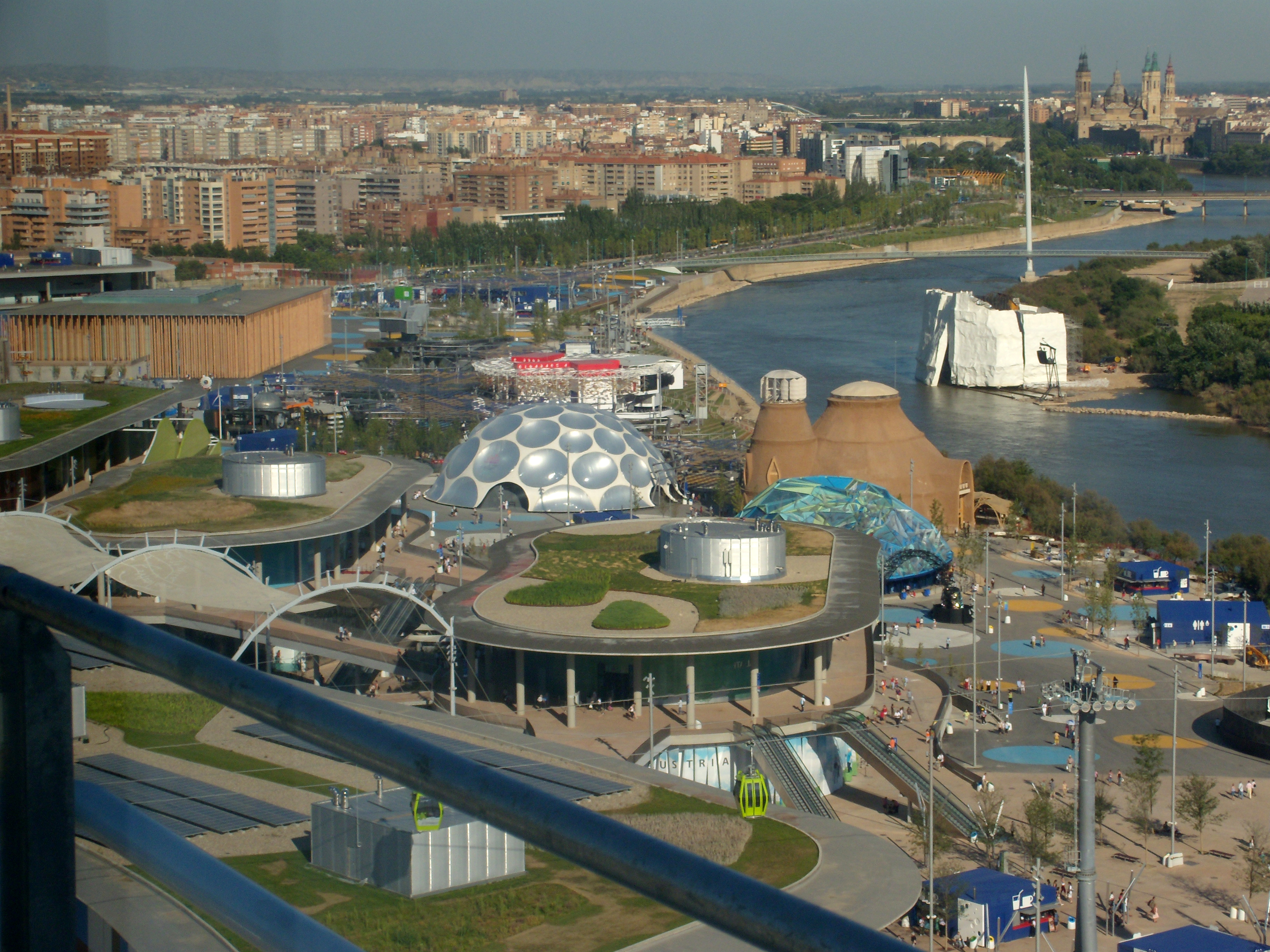
Vue du site de l'Exposition spécialisée de 2008 à Saragosse, en Espagne.

Une ville hôte est une ville désignée ou élue pour accueillir un évènement sportif, culturel ou de société d'importance nationale ou internationale. C'est notamment le cas des villes olympiques, des villes hôtes du Concours Eurovision de la chanson, des capitales européennes de la culture, des villes accueillant les Journées mondiales de la jeunesse, les différents types d'expositions internationales, la Coupe du monde de football, etc.